# Bloke (Eslovenia)
Bloke es un municipio de Eslovenia, situado en el suroeste del país, en la región de Litoral-Carniola Interior. Su capital es Nova Vas.
Recibe su nombre de la meseta kárstica de Bloke, sobre la cual se ubican la mayoría de las localidades del municipio. Históricamente tuvo autonomía como municipio hasta 1955, cuando la meseta se incorporó al municipio de Cerknica. Cuando Loška Dolina se separó de Cerknica en 1995, Bloke pasó a formar parte del nuevo municipio hasta que en 1998 se creó el actual municipio de Bloke.
En 2018 tiene 1532 habitantes.
El municipio comprende las localidades de Andrejčje, Benete, Bočkovo, Fara, Glina, Godičevo, Gradiško, Hiteno, Hribarjevo, Hudi Vrh, Jeršanovo, Kramplje, Lahovo, Lepi Vrh, Lovranovo, Malni, Metulje, Mramorovo pri Lužarjih, Mramorovo pri Pajkovem, Nemška vas na Blokah, Nova Vas (la capital), Ograda, Polšeče, Radlek, Ravne na Blokah, Ravnik, Rožanče, Runarsko, Sleme, Strmca, Studenec na Blokah, Studeno na Blokah, Sveta Trojica, Sveti Duh, Škrabče, Škufče, Štorovo, Topol, Ulaka, Velike Bloke, Veliki Vrh, Volčje, Zakraj, Zales y Zavrh.